# Copa d'Europa de futbol 1971-72
La Copa d'Europa de futbol 1971-72 fou l'edició número 17 en la història de la competició. Es disputà entre l'octubre de 1971 i el maig de 1972, amb la participació inicial de 33 equips de 32 federacions diferents.
La competició fou guanyada per l'Ajax a la final davant del F.C. Internazionale. Fou el segon títol pel club neerlandès.

## Ronda preliminar
| Equip 1  | Global | Equip 2         | Anada | Tornada |
| -------- | ------ | --------------- | ----- | ------- |
| València | 4-1    | Union Luxemburg | 3-1   | 1-0     |

## Primera ronda
| Equip 1             | Global | Equip 2                  | Anada | Tornada |
| ------------------- | ------ | ------------------------ | ----- | ------- |
| Marseille           | 3-2    | Górnik Zabrze            | 2-1   | 1-1     |
| Ajax                | 2-0    | Dynamo Dresden           | 2-0   | 0-0     |
| Reipas Lahti        | 1-9    | Grasshopper              | 1-1   | 0-8     |
| Strømsgodset        | 1-7    | Arsenal                  | 1-3   | 0-4     |
| Dinamo Bucarest     | 2-2¹   | Spartak Trnava           | 0-0   | 2-2     |
| Feyenoord           | 17-0   | Olympiakos Nicosia       | 8-0   | 9-0     |
| Wacker              | 1-7    | Benfica                  | 0-4   | 1-3     |
| CSKA September Flag | 4-0    | Partizani Tirana         | 3-0   | 1-0     |
| València            | 1-1²   | Hajduk Split             | 0-0   | 1-1     |
| Újpesti Dózsa       | 4-1    | Malmö FF                 | 4-0   | 0-1     |
| Boldklubben 1903    | 2-4    | Celtic                   | 2-1   | 0-3     |
| ÍA                  | 0-4    | Sliema Wanderers         | 0-4   | 0-0     |
| Internazionale      | 6-4    | AEK Atenes               | 4-1   | 2-3     |
| Cork Hibernians     | 1-7    | Borussia Mönchengladbach | 0-5   | 1-2     |
| Galatasaray         | 1-4    | CSKA Moscou              | 1-1   | 0-3     |
| Standard Liège      | 5-2    | Linfield                 | 2-0   | 3-2     |

¹ El Dinamo Bucarest passà a la segona ronda per la regla del valor doble dels gols en camp contrari.
² El València passà a la segona ronda per la regla del valor doble dels gols en camp contrari.

## Segona ronda
| Equip 1         | Global | Equip 2                  | Anada | Tornada |
| --------------- | ------ | ------------------------ | ----- | ------- |
| Marseille       | 2-6    | Ajax                     | 1-2   | 1-4     |
| Grasshopper     | 0-5    | Arsenal                  | 0-2   | 0-3     |
| Dinamo Bucarest | 0-5    | Feyenoord                | 0-3   | 0-2     |
| Benfica         | 2-1    | CSKA September Flag      | 2-1   | 0-0     |
| València        | 1-3    | Újpesti Dózsa            | 0-1   | 1-2     |
| Celtic          | 6-1    | Sliema Wanderers         | 3-0   | 3-1     |
| Internazionale  | 4-2    | Borussia Mönchengladbach | 4-2   | 0-0     |
| CSKA Moscou     | 1-2    | Standard Liège           | 1-0   | 0-2     |

## Quarts de final
| Equip 1        | Global | Equip 2        | Anada | Tornada |
| -------------- | ------ | -------------- | ----- | ------- |
| Ajax           | 3-1    | Arsenal        | 2-1   | 1-0     |
| Feyenoord      | 2-5    | Benfica        | 1-0   | 1-5     |
| Újpesti Dózsa  | 2-3    | Celtic         | 1-2   | 1-1     |
| Internazionale | 2-2¹   | Standard Liège | 1-0   | 1-2     |

¹ L'Internazionale passà a semifinals per la regla del valor doble dels gols en camp contrari.

## Semifinals
| Equip 1        | Global | Equip 2 | Anada | Tornada |
| -------------- | ------ | ------- | ----- | ------- |
| Ajax           | 1-0    | Benfica | 1-0   | 0-0     |
| Internazionale | 0-0¹   | Celtic  | 0-0   | 0-0     |

¹ L'Internazionale passà a la final en guanyar per 5-3 als penals.

## Final
| Ajax            | 2-0 | Internazionale |
| --------------- | --- | -------------- |
| Cruijff 47' 78' |     |                |

| Guanyador de la Copa d'Europa 1971-72 |
| ------------------------------------- |
| AFC Ajax Segon títol                  |